# Taça Brasil
La Taça Brasil (in italiano Coppa Brasile) è stata una competizione calcistica brasiliana che si è svolta fra il 1959 e il 1968. È stato il più importante torneo calcistico dell'epoca in Brasile, paragonabile come rilevanza all'attuale Brasileirão.
Nel dicembre del 2010 la CBF ha deciso di "unificare" il campionato brasiliano di prima divisione, riunendo così gli albi d'oro di Taça Brasil e Torneo Roberto Gomes Pedrosa, equiparando i titoli di queste due competizioni a quello della Série A.

## Storia
La Taça Brasil fu fondata per consentire al Brasile di far partecipare le proprie squadre alla neonata Coppa Libertadores.
Dal 1959 al 1964 la squadra vincitrice della Taça Brasil era l'unica rappresentante brasiliana nella Coppa Libertadores dell'anno seguente. Nel 1965 e nel 1966 accedevano alla Coppa Libertadores entrambe le finaliste. Nel 1967 e nel 1968, invece, la squadra vincitrice della Taça Brasil guadagnava il diritto di partecipare alla Coppa Libertadores dell'anno seguente insieme alla vincitrice del Torneo Roberto Gomes Pedrosa (conosciuto anche come Taça de Prata).
La coppa fu disputata per l'ultima volta nel 1968. Nel 1969 e nel 1970, infatti, si qualificarono per la Coppa Libertadores le due migliori squadre del Torneo Roberto Gomes Pedrosa e dal 1971 in poi la qualificazione fu determinata dalle prestazioni nel campionato appena fondato.

## Formato
La Taça Brasil si disputava in due fasi.
Nella prima fase si svolgevano partite a livello locale, atte a determinare le squadre qualificate per la seconda fase. Tali partite fino al 1966 consistevano in gare di andata e ritorno più eventuale spareggio in caso di vittoria di una squadra nella partita d'andata e dell'avversaria nella partita di ritorno. In caso di parità anche nello spareggio il vincitore veniva determinato a sorte con il lancio di una monetina. Nel 1967 e 1968, invece, prima delle gare a eliminazione diretta si disputò anche un girone di andata e ritorno composto da 3 o 4 squadre a seconda delle zone.
La seconda fase era composta da gare di andata e ritorno tra le squadre qualificatesi dopo la prima fase e quelle degli stati di Rio de Janeiro e San Paolo, qualificate direttamente a questa fase. Anche in questo caso era previsto uno spareggio nel caso di vittoria di entrambe le squadre e in caso di ulteriore parità il lancio della monetina.
Il Bahia e il Cruzeiro sono state le uniche squadre a vincere la competizione disputandone tutte le fasi, mentre le altre disputarono solo la seconda.

## Albo d'oro
| 1959 dettagli | Bahia     | 3 - 2 0 - 2 3 - 1 | Santos        | Léo Briglia            | Bahia          | 8  |
| 1960 dettagli | Palmeiras | 3 - 1 8 - 2       | Fortaleza     | Bececê                 | Fortaleza      | 7  |
| 1961 dettagli | Santos    | 1 - 1 5 - 1       | Bahia         | Pelé                   | Santos         | 7  |
| 1962 dettagli | Santos    | 4 - 3 1 - 3 5 - 0 | Botafogo      | Coutinho               | Santos         | 7  |
| 1963 dettagli | Santos    | 6 - 0 2 - 0       | Bahia         | Ruiter                 | Confiança      | 9  |
| 1964 dettagli | Santos    | 4 - 1 0 - 0       | Flamengo      | Pelé                   | Santos         | 7  |
| 1965 dettagli | Santos    | 5 - 1 1 - 0       | Vasco da Gama | Bita                   | Náutico        | 9  |
| 1966 dettagli | Cruzeiro  | 6 - 2 3 - 2       | Santos        | Bita Toninho Guerreiro | Náutico Santos | 10 |
| 1967 dettagli | Palmeiras | 3 - 1 1 - 2 2 - 0 | Náutico       | Chiclete               | Treze          | 6  |
| 1968 dettagli | Botafogo  | 2 - 2 4 - 0       | Fortaleza     | Ferretti               | Botafogo       | 7  |

## Vittorie per squadra
| Squadra   | Città          | Titoli |
| --------- | -------------- | ------ |
| Santos    | Santos         | 5      |
| Palmeiras | San Paolo      | 2      |
| Bahia     | Salvador       | 1      |
| Botafogo  | Rio de Janeiro | 1      |
| Cruzeiro  | Belo Horizonte | 1      |

## Vittorie per stato
| Stato          | Titoli | Squadre                   |
| -------------- | ------ | ------------------------- |
| San Paolo      | 7      | Santos (5), Palmeiras (2) |
| Bahia          | 1      | Bahia (1)                 |
| Minas Gerais   | 1      | Cruzeiro (1)              |
| Rio de Janeiro | 1      | Botafogo (1)              |